# Driver’s Radio

Logo unter DPD-Kooperation von 2021 bis 2023

Driver’s Radio war ein deutscher Radiosender, der die Zielgruppe der „mobilen Menschen“ im Fokus hatte. Er wurde vom Medienunternehmen Wolffberg International Media GmbH (WIM) mit Sitz in Leipzig betrieben und begann am 1. Januar 2021 mit der bundesweiten Ausstrahlung. Das Kürzel dpd, den der Sender bis 2023 trug, stand für dpd – Driver's Pop Delivery Radio, den Gründungsnamen des Senders. Da sich die Verantwortlichen im Jahr 2020 einen Programmplatz auf der nationalen DAB+-Plattform von Antenne Deutschland vertraglich gesichert hatten, war Driver’s Radio deutschlandweit via DAB+ sowie per Streaming im Internet und mobil empfangbar. Zur Kernzielgruppe des Senders gehörten Autofahrer, insbesondere beruflich bedingte Vielfahrer unterschiedlicher Branchen. Die Vermarktung erfolgte durch Energy Media. Mit dem internationalen Paket- und Expressdienstleister DPD Deutschland wurde eine langfristige Sponsoring-Partnerschaft vereinbart, die 2023 allerdings beendet wurde.
Ab 24. Juni 2024 wurde das Programm nicht mehr über DAB+ verbreitet. Den Sendeplatz hat Ballermann Radio übernommen. Anfang Juli wurde auch der Webstream abgeschaltet.
Als letztes Lied vor der Abschaltung wurde Only Human von Jonas Brothers gespielt.

## Programm
Neben aktuellen Hits wurde auch Musik der 1970er, 1980er und 1990er Jahre geboten. Mit Beginn des Regelbetriebes wurden moderierte Programmstrecken eingeführt. Als Moderator für die Drivetime Show fungierte dabei Frank Bremser. Im Juni 2023 wurden Einsparungen im Programm angekündigt, daher musste auf die moderierten Programmstrecken Driver’s Morgen und Bremser gibt Gas verzichtet werden.